# Тревожное расстройство
Тревожные расстройства — группа психических расстройств, характеризующихся выраженной беспричинной тревогой или страхом. Под тревогой подразумевается ощущение беспокойства за предстоящие события, а страх — реакция на то, что происходит в реальном времени. Часто при тревожных расстройствах наблюдаются такие симптомы, как учащенное сердцебиение, затрудненное дыхание, головокружение и так далее.
Причина возникновения тревожных расстройств складывается из внешних факторов и генетической предрасположенности.
Тревожные расстройства относятся к числу самых распространённых среди психических расстройств. Несмотря на существование эффективного лечения, многие страдающие тревожными расстройствами не получают адекватного диагноза или лечения. Эти расстройства часто протекают в хронической форме и приводят к частичной или полной утрате трудоспособности, люди, страдающие ими, несут большие эмоциональные и финансовые потери.
Часто тревожные расстройства возникают совместно с другими психическими расстройствами: такими, как депрессивные расстройства, диссоциативные расстройства, а также расстройства, вызванные употреблением психоактивных препаратов.

## Виды тревожных расстройств
Существует несколько разновидностей тревожных расстройств:
- генерализованное тревожное расстройство (ГТР)
- специфические фобии
- социальное тревожное расстройство
- тревожное расстройство у детей, вызванное разлукой
- агорафобия
- паническое расстройство
- посттравматическое стрессовое расстройство (ПТСР)
- эмоциональные расстройства с началом в раннем возрасте
- ситуативная тревога
- обсессивно-компульсивное расстройство (ОКР)
- селективный мутизм
- тревожно-депрессивное расстройство

## Модели развития тревожных расстройств

### Психодинамическая модель
В современном психоанализе выделяется три основных типа страха :
1. Страх уничтожения и утраты объекта;
2. Страх утраты любви и одобрения;
3. Страх, связанный с интернализацией родительских запретов и моральных принципов.

Согласно психоаналитическим представлениям о природе страха, каждый человек трансформирует диффузный страх в целенаправленный и конкретный.
Психодинамическая модель, относительно иррациональных страхов (фобий) говорит о том, что «внешне безобидный стимул ассоциируется с другим, — пугающим, который, будучи вытесненным в бессознательное, остаётся неопознанным, но усиливает реакцию на внешне нейтральный стимул».
Пусковая ситуация может актуализировать существующий внутренний конфликт, в результате чего и возникает страх. В этом случае существует два сценария переработки этого страха: один сценарий приводит к тревожному неврозу, другой — к фобическому. Если механизмы защиты не срабатывают, то возникает приступ паники и может развиться тревожный невроз. Также, в случае несрабатывания защитных механизмов может произойти смещение страха на нейтральный объект, что ведёт к формированию фобии. Ипохондрические страхи возникают при смещении страха на внутренние объекты (органы).
В отличие от классического психоанализа, представители социального психоанализа говорят о двух причинах резкого роста тревоги, — это восприятие окружающего мира как опасного и восприятие себя как неспособного этой опасности противостоять.

### Бихевиоральная модель
Согласно бихевиоральной модели, нейтральный стимул, совмещённый с пугающим, начинает вызывать реакцию страха по механизму классического обусловливания, затем по механизму генерализации стимула и генерализации реакции спектр ситуаций, вызывающих тревогу, может расширяться.
Таким образом, фобии развиваются на основе механизма классического обусловливания, то есть вследствие травмирующего события.
Согласно модели предрасположенности, человек имеет определённую, выработанную в ходе эволюции, предиспозицию к обучению реакции страха по отношению к тем объектам, которые вызывали страх у их предков. Однако в большинстве случаев такие страхи неярко выражены, а социальная фобия развивается только в случае поведенческой заторможенности, при которой подавлено поведение, необходимое для совладания с опасностью.

### Биопсихосоциальные модели
Согласно этой модели, в формировании страхов, фобий и тревожных состояний лежат биологические, психологические и социальные факторы.
В исследованиях биологических факторов панических расстройств постулируется вклад различных нейромедиаторных систем (ГАМК-энергической, серотонинергической и др.) в становление и развитие этих расстройств.
К психологическим факторам относят повышенную сензитивность и склонность к интерпретации различных стимулов, как угрожающих, а также селективное внимание к телесным ощущениям. В случае, если единичная паническая атака переходит в паническое расстройство, то к вышеперечисленным факторам добавляются тревожное ожидание повторного приступа и возникновение «порочного круга страха»: физиологическое ощущение — селективное внимание — негативная интерпретация — тревога — усиление физиологических ощущений за счёт присоединения физиологических коррелятов тревоги — катастрофическая интерпретация — паника. К социальным факторам принято относить стрессогенные события жизни.
А. Б. Холмогоровой и Н. Г. Гаранян была предложена многофакторная модель тревожных расстройств, согласно которой возникновению и развитию тревожных расстройств способствуют рост стрессогенности жизни, культ силы и благополучия и высокий уровень конкуренции. Также, отмечается влияние семейного взаимодействия (предъявление высоких требований к детям, повышенный уровень критики, запрет на ответную агрессию) и особенности функционирования нервной системы (биологическая уязвимость).